# Jamie Dimon
James Dimon (1956. márciús 13. –) amerikai üzletember, aki 2006 óta a JPMorgan Chase elnöke és vezérigazgatója.
Dimon vezetési tanácsadóként kezdte pályafutását a Boston Consulting Groupnál. Miután 1982-ben MBA diplomát szerzett a Harvard Business Schoolon, csatlakozott az American Expresshez, Sandy Weill mentorálása alatt. 1986-ban, 30 éves korában Dimont kinevezték a Commercial Credit pénzügyi igazgatójává (CFO), majd a cég elnöke lett. 1990 és 1998 között a Travelers biztosító és a Smith Barney brókercég operatív igazgatója (COO) volt, amikor a Citigroup elnöke lett. 2000-ben a Bank One vezérigazgatójává nevezték ki, és a JPMorgan Chase-zel való 2004-es egyesüléséig felügyelte a működését. Dimon ezután a JPMorgan Chase operatív igazgatója lett, 2006-ban pedig vezérigazgatói posztot vett át.
A 2010-es évek végén a New York-i Federal Reserve Bank igazgatótanácsának tagja volt. Dimon szerepelt a Time magazin 2006-os, 2008-as, 2009-es és 2011-es listáján, amely a világ 100 legbefolyásosabb emberét tartalmazza. 2025 májusában a Forbes 2,5 milliárd dollárra becsülte vagyonát.

## Fiatalkora és tanulmányai
Dimon 1956. március 13-án született New Yorkban. Queens Jackson Heights negyedében nőtt fel. Theodore és Themis (született Kalos) Dimon három fiának egyike, akik görög származásúak voltak. Apai nagyapja görög bevándorló volt, aki bankárként dolgozott Szmirnában és Athénban, majd később Papademetriou-ról Dimonra változtatta a családnevét. Dimonnak van egy idősebb bátyja, Peter, és egy ikertestvére, Ted. Apja és nagyapja is tőzsdeügynökök voltak a Shearsonnál.
Dimon a Browning Schoolban, egy magán fiú előkészítő iskolában járt középiskolába Manhattan Upper East Side-ján. Ezután közgazdaságtant és pszichológiát tanult a Tufts Egyetemen, ahol 1978-ban szerzett bölcsészdiplomát, summa cum laude minősítéssel. A Tufts Egyetemen írt egy dolgozatot a Shearson fúzióiról, amit édesanyja elküldött Sandy Weillnek, aki ezután felvette Dimont, hogy a nyári szünetben a Shearsonnál dolgozzon költségvetési menedzsmentre.
Miután 1978 és 1980 között vezetési tanácsadóként dolgozott a Boston Consulting Groupnál, Dimon beiratkozott a Harvard Business Schoolba. Az első és második év közötti nyáron a Goldman Sachsnál dolgozott. Dimon 1982-ben végzett a Harvardon MBA diplomával, és Baker Scholar kitüntetést kapott, mivel az évfolyama felső 5%-ában végzett. Miután megszerezte MBA diplomáját, Sandy Weill meggyőzte Dimont, hogy utasítsa vissza a Goldman Sachs, a Morgan Stanley és a Lehman Brothers ajánlatait, és csatlakozzon hozzá asszisztensként az American Expressnél. Bár Weill nem tudott ugyanannyi pénzt ajánlani, mint a befektetési bankok, megígérte Dimonnak, hogy „jól fogja érezni magát”. Dimon édesapja, Theodore Dimon, az American Express ügyvezető alelnöke volt.

## Fordítás
Ez a szócikk részben vagy egészben  a   Jamie Dimon című angol Wikipédia-szócikk ezen változatának fordításán alapul.  Az eredeti cikk szerkesztőit annak laptörténete sorolja fel. Ez a jelzés csupán a megfogalmazás eredetét és a szerzői jogokat jelzi, nem szolgál a cikkben szereplő információk forrásmegjelöléseként.